# 3532 Tracie
3532 Tracie eller 1983 AS2 är en asteroid i huvudbältet som upptäcktes den 10 januari 1983 av de båda amerikanska astronomerna Kenneth Herkenhoff och Gregory Wayne Ojakangas vid Palomar-observatoriet. Den är uppkallad efter Tracie Lynn Ojakangas, fru till en av upptäckarna.
Asteroiden har en diameter på ungefär 16 kilometer.